# Træænder
- Underfamilie Træænder Dendrocygninae
  - Slægt Dendrocygna
    - Cubatræand Dendrocygna arborea
    - Rustfarvet træand Dendrocygna arcuata
    - Sortbuget træand Dendrocygna autumnalis
    - Okkertræand Dendrocygna bicolor 
    - Australsk træand Dendrocygna eytoni
    - Plettet træand Dendrocygna guttata
    - Lille træand Dendrocygna javanica
    - Nonnetræand Dendrocygna viduata

  - Slægt Thalassornis
    - Lappedykkerand Thalassornis leuconotus

Navnet er en oversættelse af det latinske navn; på engelsk og tysk hedder de fløjteænder.